# Хотаруда (станция)
Станция Хотаруда  (яп. 螢田駅 хотаруда эки) — железнодорожная станция на линии Одавара, расположенная в городе Одавара, префектуры Канагава. Станция расположена в 79,2 километра от конечной станции линий Одакю — Синдзюку. Станция была открыта 1-го апреля 1952 года.

## Планировка станции
2 пути и 2 платформы бокового типа.
| 1 | ■ Линия Одавара | Одавара                                                            |
| 2 | ■ Линия Одавара | Син-Мацуда, Сагами-Оно, Син-Юригаока, (Линия Тиёда) Аясэ, Синдзюку |

## Близлежащие станции
| «             |               | Линия            |               | »             |
| Линия Одавара | Линия Одавара | Линия Одавара    | Линия Одавара | Линия Одавара |
| ------------- | ------------- | ---------------- | ------------- | ------------- |
| Томидзу       |               | Local (各駅停車) |               | Асигара       |